# Oreste Lamagni
Oreste Lamagni (Marcaria, 23 aprile 1952) è un allenatore di calcio ed ex calciatore italiano, di ruolo difensore.

## Carriera

### Giocatore

Lamagni (in basso) in maglia cagliaritana nel 1983, in contrasto sullo juventino Boniek.

Arrivò nel Cagliari subito dopo la conquista dell'unico scudetto rossoblù nella storia del calcio italiano. Era il 1970 e a 18 anni iniziò a giocare nella squadra campione d'Italia. Rimase legato ai colori rossoblù per ben quindici anni, indossando, negli ultimi anni di gioco, la fascia di capitano.
Ebbe una piccola parentesi nella Torres e nell'Empoli in prestito.
Il suo ruolo fu quello di terzino e di difensore centrale negli ultimi anni di carriera. Dal 1975, anno dal suo ritorno dai prestiti, Lamagni diventò titolare inamovibile della difesa sarda. In quegli anni si susseguirono diversi cambi di proprietà e di giocatori e la squadra ridimensionò le proprie ambizioni in Serie A, limitandosi a giocare per la salvezza.
Dopo alcune stagioni a centroclassifica, nella stagione 1975-1976, proprio con il rientro dai prestiti di Sassari ed Empoli, il Cagliari si classificò 16º e, dopo dodici stagioni consecutive in serie A, venne retrocesso nella serie cadetta.
Oreste Lamagni fu uno dei protagonisti di quel Cagliari, che, dopo aver sfiorato l'immediata risalita in Serie A nel campionato 1976-1977, centra finalmente la promozione nella massima serie nel campionato 1978-1979, classificandosi al secondo posto.
La squadra, tornata alla ribalta, oltre a Lamagni vantava nella rosa ottimi elementi come il futuro campione del mondo Franco Selvaggi, Luigi Piras, Mario Brugnera e Alberto Marchetti. Il difensore, insieme a quella squadra, ottenne altre grandi soddisfazioni nei campionati 1979-1980 (8º posto) e 1980-1981 (6º posto), mentre nella stagione 1981-1982 il Cagliari si piazzò 12º in campionato. La stagione successiva 1982-1983 retrocedette di nuovo in Serie B, classificandosi 14º.
Oreste Lamagni, capitano di quel Cagliari, rimase in campo altre due stagioni, ritirandosi nell'annata 1984-1985, con allenatore Renzo Ulivieri, collezionando un ampio numero di presenze.
In totale per il difensore le presenze in maglia rossoblù, tra Serie A e Serie B, furono 293 di cui 139 in massima serie, ottavo in classifica di presenze nella storia del Cagliari. Tre le reti segnate, di cui una in Serie A nel successo interno contro l'Ascoli di Carlo Mazzone della stagione 1981-1982.

### Allenatore
La carriera da allenatore di Lamagni si è concentrata principalmente sui settori giovanili. Ha infatti allenato negli anni 1990 quelli di Parma e Reggiana, e all'inizio degli anni 2000 quello del Sassuolo, con una piccola parentesi anche in prima squadra, nel girone C della Serie C2, nella stagione 2001-2002.